# Алмазная промышленность Армении
Алмазная промышленность Армении составляет значительную часть производства и экспорта страны. Армения является крупным поставщиком алмазов .

## История
Армения, страна, в которой мало ископаемого топлива, известна своей алмазообрабатывающей промышленностью. Эта отрасль была создана еще в советское время и считается одной из традиционных отраслей экономики Армении. После распада СССР в 1991 году производство постепенно сокращалось, но позже было восстановлено за счет инвестиций армянской диаспоры. В 1999 году алмазная промышленность обеспечивала около 30% общего экспорта продукции обрабатывающей промышленности Армении. В середине 2000-х годов в отрасли снова начался медленный спад из-за увеличения стоимости производственных инструментов и увеличения рынков в Китае и Индии.
Сегодня в Армении действуют более 50 гранильных компаний. Предполагаемое количество людей, занятых в этой отрасли, составляет от 3000 до 4000 человек. Одними из преимуществ Армении в гранильной отрасли являются наличие большого количества этнических армянских ювелиров за рубежом, которые готовы инвестировать в страну, а также её доступ к российскому и международному рынкам. Большая часть бриллиантов, ограненных в Армении, поступает из Израиля, России и ряда стран ЕС, в первую очередь из Бельгии.

## Армянская Ассоциация Ювелиров
В 1998 году Армянская ассоциация ювелиров была основана армянскими ювелирами со всего мира. Её миссия состоит в том, чтобы «продвигать армянских ювелиров во всем мире. Объединение армянских ювелиров и развитие ювелирной промышленности в Армении является миссией огромной важности».

## Армянская диаспора
Одним из важных секторов, в которых преуспевают и в которых участвуют армянские общины Антверпена, является бизнес по торговле алмазами, который базируется в основном в алмазном квартале. Некоторые из известных армянских семей, занимающихся алмазным бизнесом в городе, - это Артинцы, Арсланяны, Асланяны, Барсамяны и Осганяны.